# Великий Сундир (Ядринський район)
Вели́кий Сунди́р (рос. Большой Сундырь, чув. Мăн Сĕнтĕр) — село у Чувашії Російської Федерації, адміністративний центр Великосундирського сільського поселення Ядринського району.
Населення — 319 осіб (2010; 406 в 2002, 633 в 1979, 834 в 1939, 835 в 1926, 613 в 1897, 430 в 1858, 233 в 1795). У національному розрізі у селі мешкають чуваші та росіяни.

## Історія
Історична назва — Сюндюр. Згадується з 17 століття. До 1724 року селяни мали статус ясачних, 1866 року — державних, займались землеробством, тваринництвом. З 1904 року діяла церква Богоявлення Господнього (закрита у 1930-ті роки). 1884 року відкрито церковнопарафіяльну школу, з кінця 19 століття — земське училище. На початку 20 століття у селі діяло 7 вітряків, круподерня, олійня, шерстобійня. 1930 року створено колгосп «Комбайн». До 1927 року село входило до складу Ядринської, Шемердянівської та Балдаєвської волостей Ядринського повіту. З переходом на райони 1927 року село увійшло до складу Ядринського району.

## Господарство
У селі діють школа, фельдшерсько-акушерський пункт, клуб, бібліотека, спортивний майданчик, пошта та відділення банку, магазин, кафе.